# Cinerogonalia lituriceps
Cinerogonalia lituriceps är en insektsart som först beskrevs av Henry Fairfield Osborn 1926.  Cinerogonalia lituriceps ingår i släktet Cinerogonalia och familjen dvärgstritar. Inga underarter finns listade i Catalogue of Life.